# Tommaso Dingli
Tommaso Dingli (Attard, 22 dicembre 1591 – 22 gennaio 1666) è stato un architetto maltese.

## Biografia
Nacque da Giacomo e Caterina Dingli, in una famiglia di artigiani. Oltre al già citato genitore, anche il nonno Andrea era uno scultore su pietra. Della sua vita privata sappiamo pure che si sposò nel 1650 con Argenta, una donna di Suggeui, da cui ebbe sei figli (tre maschi e tre femmine).
Dingli si formò nella bottega di famiglia, studiando al contempo matematica, e quindi apprese l'arte dell'architettura grazie all'architetto ed ingegnere militare Matteo Coglituri. Iniziò lavorando come scalpellino e come tale lavorò, fra il 1610 e il 1614, alla costruzione dell'Acquedotto Wignacourt. Nel 1613 realizzò la sua prima opera di architetto, la chiesa parrocchiale di Attardo, che viene ancora oggi considerata il suo capolavoro.
In seguito curò il restauro della chiesa di Birchircara e la costruzione delle chiese di Nasciaro (1616), Gargur (1638), Zabbaria (1641) e Gudia (1656). Fu attivò anche a La Valletta, dove è annoverato fra gli architetti che si occuparono del Palazzo Arcivescovile; nella capitale realizzò anche la Porta Reale.
Alla scomparsa, avvenuta a 75 anni (probabilmente nella città natale), venne sepolto sotto l'altare della Madonna Addolorata, che si trova nella chiesa parrocchiale.